# Herb gminy Uchanie
Herb gminy Uchanie – symbol gminy Uchanie.

## Wygląd i symbolika
Herb przedstawia na tarczy w polu czerwonym białą bramę forteczną ze złotą zamkniętą bramą i trzema wieżami z czarnymi oknami, zwieńczonymi złotymi literami „V”. Jest to historyczny, niezatwierdzony oficjalnie symbol miasta Uchanie i symbolizował posiadane przez nie prawa miejskie.